# Gravfladdermöss
Gravfladdermöss (Taphozous) är ett släkte av insektsätande småfladdermöss som ingår i familjen frisvansade fladdermöss (Emballonuridae).

## Utseende
Arterna når en kroppslängd (huvud och bål) av 62 till 100 mm och en svanslängd av 12 till 35 mm. De väger 50 till 75 g. Pälsen har på ryggen en grå- eller brunaktig färg, ibland med röd skugga och hos några arter förekommer vita punkter. Vid buken är pälsen ljusare i samma färg till krämvit. Hanar av arten Taphozous longimanus är kanelbruna medan honor har en mörkgrå päls. På flygmembranens ovansida finns en körtel i en säckliknande kroppsdel. Från körteln avsöndras en rödaktig starkt luktande vätska. Några arter (särskild hanar) har en liknande körtel vid strupen.

## Utbredning och habitat
Dessa fladdermöss förekommer från Afrika över Indien och Sydostasien till Australien. Habitatet varierar mellan skogar och öppna landskap.
Arterna vilar ofta på gravvårdar, och därför fick de det svenska trivialnamnet "gravfladdermöss" (liksom "tomb bats" på engelska och „Grabfledermäuse“ (sing. „Grabfledermaus“) på tyska). Dessutom används byggnader, grottor, bergssprickor och ibland håligheter i träd som viloplats.

## Ekologi
Individerna är, liksom de flesta fladdermöss, aktiva på natten. De jagar flygande insekter. Kort efter skymningen flyger de vanligen 60 till 90 meter över marken och senare under natten når de lägre höjder. Gravfladdermöss har skrikande läten och klickljud. Vid viloplatsen bildas kolonier som har, beroende på art, några tiotal till 4000 medlemmar. Under vissa tider lagrar arterna fett i kroppen och det antas att de efteråt går i ide.
Fortplantningssättet är beroende på art och utbredning. Några arter kan para sig hela året och andra har särskilda parningstider. Dräktigheten varar ungefär fyra månader och oftast föds en unge per kull. Det nyfödda ungdjuret väger hos stora arter som Taphozous melanopogon cirka 20 g och hos mindre arter som Taphozous georgianus ungefär 8 g. Ungarna blir efter en till två månader självständiga samt efter åtta till nio månader könsmogna. Den första parningen sker däremot flera månader senare.

## Status
De flesta arterna av släktet är inte sällsynta. IUCN listar Taphozous hildegardeae som sårbar (VU), Taphozous australis som nära hotad (NT) och två arter med kunskapsbrist (DD).

## Taxonomi
Arter enligt Catalogue of Life, Wilson & Reeder (2005) samt IUCN:
- undersläkte Taphozous
  - Taphozous achates
  - Taphozous australis
  - Taphozous georgianus
  - Taphozous hildegardeae
  - Taphozous hilli
  - Taphozous kapalgensis
  - Taphozous longimanus
  - Taphozous mauritianus
  - Taphozous melanopogon (med underart T. m. philippinensis)
  - Taphozous perforatus
  - Taphozous theobaldi
  - Taphozous troughtoni
- undersläkte Liponycteris
  - Taphozous hamiltoni
  - Taphozous nudiventris